# ميك مارتين (لاعب دوري الرغبي)
ميك مارتين (بالإنجليزية: Mick Martyn)‏ هو لاعب دوري الرغبي بريطاني، ولد في 19 يناير 1936 في لي في المملكة المتحدة، وتوفي في 26 نوفمبر 2017 في وارينغتون في المملكة المتحدة.